# Peter Whittingham
Pour les articles homonymes, voir Whittingham.
Peter Whittingham est un footballeur anglais né le 8 septembre 1984 à Nuneaton (Angleterre) et mort le 19 mars 2020 à Cardiff (Pays de Galles).
Il évolue au poste de milieu de terrain. Après avoir été formé au club d'Aston Villa où il est resté jusqu'en 2007 et a joué un total de 56 matchs en Premier League (1re division anglaise), c'est à Cardiff City qu'il a fait l'essentiel de sa carrière, club où il joue près de 450 matchs et où il révèle son talent de buteur (plus de 90 réalisations).
Au nombre des lignes de son palmarès figurent une place de finaliste en Coupe d'Angleterre et une autre en Coupe de la Ligue.

## Carrière en club

### Cardiff City

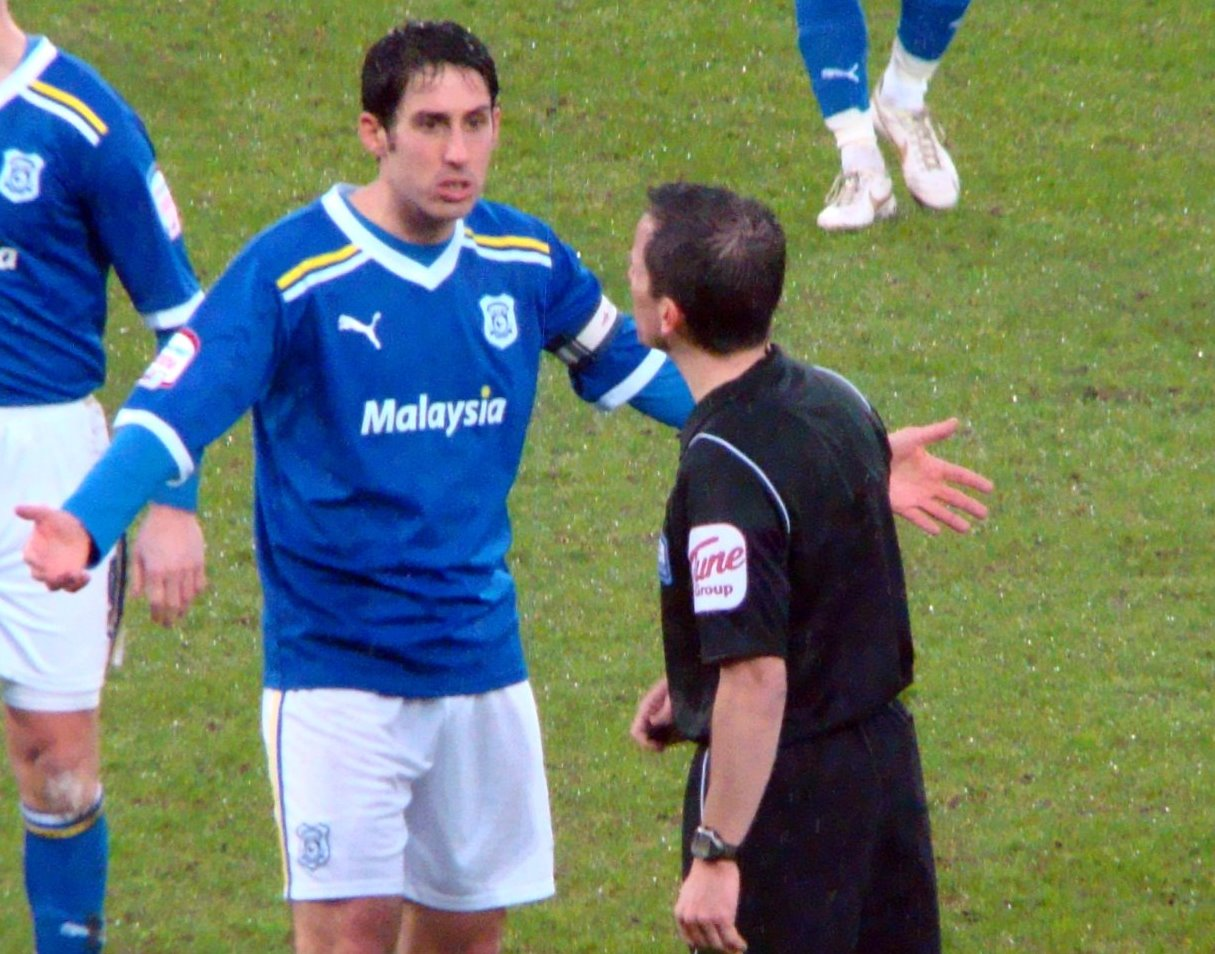
Peter Whittingham protestant auprès d'un arbitre en 2012.

Whittingham entame la saison 2010-2011 avec une crise de confiance, n'inscrivant aucun but lors des 12 premiers matchs de Cardiff. Durant cette période, il ne parvient pas à convertir les deux pénalties que l'équipe se procure. Ce manque de réussite interpelle Dave Jones qui, le 4 octobre 2010, affirme que Whittingham ne tirera plus les pénalties de Cardiff : « Il a bien tiré ses deux pénalties, mais ce n'est pas de lui d'être si tendu. Il a juste besoin d[e marquer] un but. » Dans la foulée, il prolonge son contrat de deux ans à Cardiff. Après 12 matchs, le 16 octobre 2010, il finit par inscrire son premier doublé de la saison lors d'une victoire 3-2 contre Bristol City et tire avec succès, trois jours plus tard, un pénalty contre Coventry City (3-2).
En dépit d'une fin de saison qui voit Cardiff échouer en demi-finale des playoffs et d'un changement d'entraîneur, Malcolm Mackay remplaçant Dave Jones, Peter Whittingham reste un élément essentiel de l'équipe. Alors que d'autres joueurs cadres quittent le club (Michael Chopra, Jay Bothroyd, Chris Burke, etc.), Mackay déclare qu'il compte absolument conserver Whittingham la saison suivante. Après des rumeurs laissant entendre qu'il pourrait partir, il finit par signer une prolongation de contrat le 26 août 2011 et s'engage à Cardiff City jusqu'en 2014.
Le 26 février 2012, il prend part à la finale de coupe de la Ligue anglaise de football, qui oppose Cardiff City à Liverpool au stade de Wembley devant près de 90 000 spectateurs, match que remporte Liverpool aux tirs au but. Le 11 mars 2012, son but inscrit contre Barnsley (22 octobre 2011) est élu but de l'année de la Football League.
Lors de la saison suivante, il continue d'inscrire plusieurs buts avec régularité et reçoit le brassard de capitaine à l'occasion d'un match opposant Cardiff City à Peterborough, en décembre 2012.
Le 13 juin 2017, il rejoint Blackburn Rovers. Après une saison et 24 matchs joués, il résilie son contrat.

### Décès
Victime d'une chute accidentelle le 7 mars 2020, dans un pub alors qu'il regardait le match de rugby Angleterre/Galles, il meurt des suites de ses blessures le 19 mars 2020 à Cardiff.
Marié, il laisse un jeune garçon et une épouse enceinte.

## Sélections internationales
- 17 sélections et 3 buts en équipe d'Angleterre espoirs entre 2004 et 2007.

## Palmarès

### En club
Aston Villa
- FA Youth Cup : vainqueur (1)
  - 2002

 Cardiff City
- Coupe d'Angleterre : finaliste (1)
  - 2007-2008
- Coupe de la Ligue : finaliste (1)
  - 2011-2012
- Play-offs de Championship : finaliste (1)
  - 2009-2010

 Blackburn Rovers
- Football League One (D3) : vice-champion (1)
  - 2017-2018

### Distinction
Cardiff City
- Championship
  - Meilleur joueur : octobre 2009
- 2012 Membre de l'équipe type de Football League Championship en 2012.
- 2013 Membre de l'équipe type de Football League Championship en 2013.

## Statistiques

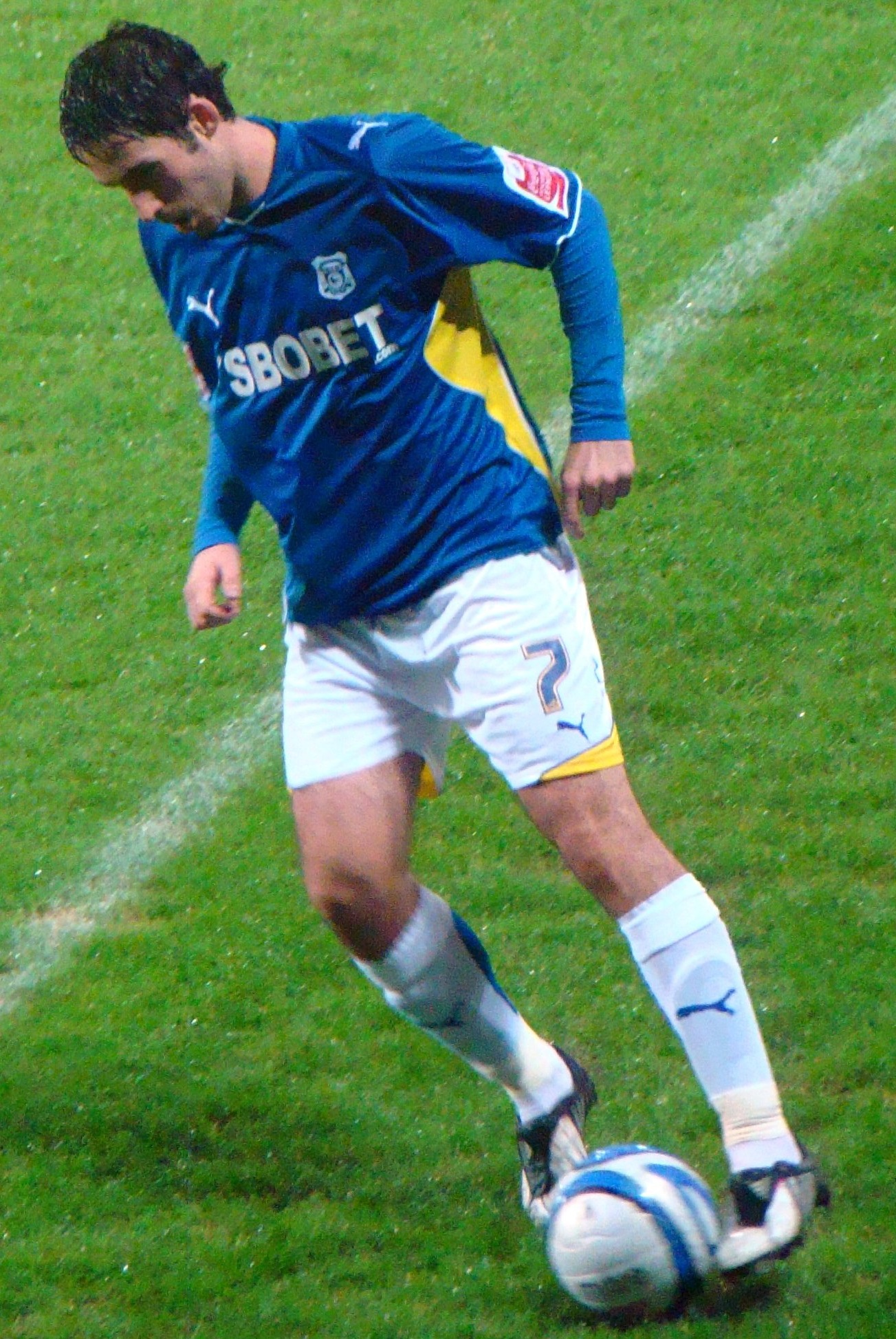
Peter Whittingham sous les couleurs de Cardiff.

| Saison                | Club                  | Championnat           | Championnat | Championnat | Coupe(s) nationale(s) | Coupe(s) nationale(s) | Total | Total |
| Saison                | Club                  | Division              | M.          | B.          | M.                    | B.                    | M.    | B.    |
| 2002 - 2003           | Aston Villa           | Premier League        | 4           | 0           | -                     | -                     | 4     | 0     |
| 2003 - 2004           | Aston Villa           | Premier League        | 32          | 0           | 7                     | 1                     | 39    | 1     |
| 2004 - 2005           | Aston Villa           | Premier League        | 13          | 1           | 2                     | 0                     | 15    | 1     |
| 2004 - 2005           | Burnley (→ prêt)      | Championship          | 7           | 0           | 2                     | 0                     | 9     | 0     |
| 2005 - 2006           | Derby County (→ prêt) | Championship          | 11          | 0           | -                     | -                     | 11    | 0     |
| 2005 - 2006           | Aston Villa           | Premier League        | 4           | 0           | -                     | -                     | 4     | 0     |
| 2006 - 2007           | Aston Villa           | Premier League        | 3           | 0           | 1                     | 0                     | 4     | 0     |
| Sous-total            | Sous-total            | Sous-total            | 56          | 1           | 10                    | 1                     | 66    | 2     |
| 2006 - 2007           | Cardiff City          | Championship          | 19          | 4           | -                     | -                     | 19    | 4     |
| 2007 - 2008           | Cardiff City          | Championship          | 41          | 5           | 10                    | 4                     | 51    | 9     |
| 2008 - 2009           | Cardiff City          | Championship          | 33          | 3           | 5                     | 1                     | 38    | 4     |
| 2009 - 2010           | Cardiff City          | Championship          | 44          | 22          | 7                     | 3                     | 51    | 25    |
| 2010 - 2011           | Cardiff City          | Championship          | 47          | 11          | 3                     | 0                     | 50    | 11    |
| 2011 - 2012           | Cardiff City          | Championship          | 48          | 12          | 7                     | 1                     | 55    | 13    |
| 2012 - 2013           | Cardiff City          | Championship          | 31          | 7           | -                     | -                     | 31    | 7     |
| Sous-total            | Sous-total            | Sous-total            | 263         | 64          | 32                    | 9                     | 295   | 73    |
| Total sur la carrière | Total sur la carrière | Total sur la carrière | 337         | 65          | 44                    | 10                    | 381   | 75    |